# Plecia fumida
Plecia fumida är en tvåvingeart som beskrevs av Edwards 1933. Plecia fumida ingår i släktet Plecia och familjen hårmyggor. Inga underarter finns listade i Catalogue of Life.